# Wentzloff IV. von Knuth
Wentzloff IV. von Knuth (* 1580 in Leizen; † Juli 1658 ebenda) war ein deutscher Adelsmann und Provisor des Klosters Malchow. Er war Erbherr auf Leizen, Priborn, Spitzkuhn und Melz.

## Leben
Wentzloff IV. von Knuth wurde 1580 als einziges Kind Jacob von Knuths und dessen Frau Anna (gelegentlich auch Sophie genannt) in das mecklenburgische Uradelsgeschlecht von Knuth geboren. 1597 starb Wentzloffs Vater und er wurde alleiniger Erbe von Leizen. Später erwarb er Priborn von einem Vetter. Durch den Sold seines als Rittmeister dienenden Sohnes Jacob Ernst von Knuth, auf Leizen und Priborn konnte Wentzloff seine, durch den Dreißigjährigen Krieg entstandenen, finanziellen Verluste ausgleichen. Zudem erwies es sich als nützlich, dass ihn das Kloster Malchow 1639 zum Provisor auserkor, da der vorige Provisor, Andreas Pritzbuers auf Schwetz, zuvor verschieden war. Jedoch erhielt er die Bestätigung für das Provisorenamt erst am 18. Februar 1641.
Von Priborn übereignete er am 9. September 1645 eine Hälfte an Jürgen von Oldenburg. 

## Ehe und Nachkommen
Wentzloff heiratete seine Base zweiten Grades Anna von Knuth. Aus der Ehe gingen fünf Kinder hervor:
- Jacob Ernst von Knuth, auf Leizen und Priborn (* 18. Juni 1609; † 27. Januar 1675)
- Adam von Knuth (?–?)
- Ilse Dorothea von Knuth († 1638)
- Anna Maria von Knuth († 1638)
- Catharina Sophia von Knuth († nach 1675) ⚭ Tönnies IV. von Blücher (1586–1664)